# Waunana modesta
Waunana modesta là một loài nhện trong họ Pholcidae. Loài này được phát hiện ở Panama và là loài điển hình của chi Waunana.